# Cheniseo fabulosa
Cheniseo fabulosa là một loài nhện trong họ Linyphiidae.
Loài này thuộc chi Cheniseo. Cheniseo fabulosa được Bishop & Crosby miêu tả năm 1935.